# شفرد
شِفْرِد (الاسم العلمي: Staehelina)، جنس نباتات مُزهرة من فصيلة النجمية.

## الأنواع
- Staehelina dubia كارولوس لينيوس - غرب البحر الأبيض المتوسط[5]
- Staehelina petiolata (كارولوس لينيوس) Hilliard & B.L.Burtt - كريت + كارباثوس
- Staehelina unifloscula Sibth. & Sm. - اليونان، مقدونيا الشمالية

شمل سابقًا
العديد من الأنواع تعتبر الآن أعضاء في أجناس أخرى: Athanasia Craspedia Cyrtocymura Gymnanthemum Hirtellina Jurinea Lachnospermum عنظوان Ptilostemon Syncarpha فرنونية